# 彩虹的水滴
《彩虹的水滴》是中国漫画家buddy的作品。在火神动漫网上连载，是作者的第一部处女作。电子工业出版社飞思电漫出版，收录了Buddy自2002年以来的黑白短篇故事、彩色插图精选、彩色短篇故事及其文字。画风是日式漫画风格，之所以叫《彩虹的水滴》是用水滴象征作者的处女作。Buddy则是中国少女漫画和插画家，本名凌一凡，女性，1月8日生，北京人。毕业于北京工业大学工业设计专业。在2003年-2005年，出版《彩虹的水滴》、《彩虹的水滴2》。